# Wiska (Pornodarstellerin)
Wiska (eigentlich ukrainisch Анастасія Павлівна Хаген, geb. Гришай, Anastassija Pawliwna Chahen geb. Hryschaj; * 17. November 1985 in Homel, Weißrussische SSR), ist ein ehemaliges ukrainisches Model und Pornodarstellerin. Aufgrund des im Jahr 2009 in der Ukraine in Kraft getretenen Verbots von Pornografie wurde ein Haftbefehl gegen Chahen erlassen. 
Sie floh nach Tschechien und bat dort um Asyl. Nachdem sie dort jahrelang keines erhalten hatte, bat sie Ende 2012 in der EU um Asyl.

## Künstlername
Bei ihrem allerersten Mitwirken in einem pornografischen Film trank sie Whisky; Wiska wurde ihr Künstlername.

## Biografie

### Frühes Leben und Beginn der Karriere
Wiskas Familie zog früh aus der Weißrussischen in die Ukrainische SSR, wo sie in der Stadt Feodossija aufwuchs. Ihr Berufswunsch war zunächst Textildesignerin. Mit fünfzehn Jahren lernte sie ihren damals 32-jährigen zukünftigen Ehemann Alexander Chahen kennen. Im Alter von sechzehn Jahren bekam sie mit ihm ihr erstes von drei Kindern. Mit siebzehn Jahren begann sie auf Empfehlung ihres Ehemannes, für eine Modelagentur zu arbeiten. Sie war auch für Erotikmagazine als Model tätig.
Nachdem ihr Ehemann in einen Autobrand verwickelt und dafür zu drei Jahren Haftstrafe verurteilt worden war, zog Chahen mit ihrem damals einjährigen Sohn nach Kiew und studierte dort. Wegen finanzieller Schwierigkeiten gab sie auf einer Webseite ein Inserat für Modelaufträge auf. Jemand bot ihr 500 US-Dollar Gage für das Mitwirken in einem pornografischen Film; sie nahm das Angebot an. In den nächsten vier Jahren erhielt sie zahlreiche weitere Angebote. Sie lernte Englisch und erhielt bis zu 1000 Euro pro Film. Sie wirkte in über 60 Pornofilmen mit, unter anderem für die Produktionsfirma Evil Angel Productions und in einem Film mit dem italienischen Pornodarsteller Rocco Siffredi. Sie galt damals als eine der erfolgreichsten Pornodarstellerinnen Osteuropas. In der Hochphase ihrer Karriere äußerte sie in Interviews, dass „den eigenen Körper zu verkaufen“ für viele Frauen Osteuropas eine von wenigen Möglichkeiten sei, Geld zu verdienen.

### Strafrechtliche Verfolgung
Im Jahr 2009 trat in der Ukraine unter dem damaligen Präsident Wiktor Juschtschenko ein Gesetz in Kraft, das den Besitz, den Verkauf und die Verbreitung von Pornografie unter Strafe stellt. Im Sommer 2010 leiteten mehrere Abgeordnete des ukrainischen Parlaments polizeiliche Ermittlungen gegen Chahen und ihre Familie ein und ein Haftbefehl wurde gegen sie erlassen. Ihr drohen bis zu fünf Jahre Gefängnis. Im Falle ihrer Verurteilung wäre sie die erste Frau Europas, die bestraft würde, weil sie in Pornofilmen mitgespielt hatte. Einer der Abgeordneten, der die Ermittlungen gegen sie einleiten ließ, der KPU-Politiker Leonid Gratsch, bezeichnete sie als „Trägerin der Amoralität“ und warf ihr vor, die Jugend zu nichttraditionellem Sex zu verleiten.

### Asylantrag
Im selben Jahr stellte sie zusammen mit ihrem aus dem Gefängnis entlassenen Mann einen Asylantrag in der Tschechischen Republik, wo die meisten der Pornofilme, in denen sie mitgespielt hatte, entstanden waren. Das tschechische Innenministerium sah weder humanitäre noch politische Gründe, die Asyl rechtfertigen würden.
Im Jahre 2011 zog sie illegal nach Tschechien und verbrachte die meiste Zeit in Asylheimen. Vor dem Obersten Verwaltungsgericht Tschechiens scheiterte Chahen mit Beschwerden gegen die Ablehnung ihres Antrags. Sie wurde während der Zeit ihrer Asylgesuche von der NGO Organizace pro pomoc uprchlíkům unterstützt, die das tschechische Innenministerium zur Hilfe für sie aufrief und für sie Spenden sammelte. Auch evangelische und katholische Pfarrer sprachen sich öffentlich für sie aus und boten ihr und ihrer Familie im Falle einer Abschiebung Kirchenasyl an. Laut Angaben der Prager Zeitung war dies in Tschechien beispiellos. Außerdem wurde Chahen von der Femen-Bewegung unterstützt. Am 6. Dezember 2012 demonstrierten sie und andere Frauen von Femen vor dem tschechischen Parlamentsgebäude. Sie hatte dabei einen ihrer kleinen Söhne auf dem Arm. Im September 2013 erhielt sie schließlich eine dauerhafte Aufenthaltsgenehmigung.